# Heart-Shaped Glasses (When the Heart Guides the Hand)
«Heart-Shaped Glasses (When the Heart Guides the Hand)» — перший сингл з шостого студійного альбому гурту Marilyn Manson Eat Me, Drink Me. Його видали 5 червня 2007 р. Початковою робочою назвою композиції була просто «When the Heart Guides the Hand».
Спочатку першим окремком планували випустити «Putting Holes in Happiness», проте, як і у випадку з «Get Your Gunn», рішення змінили. На iTunes сингл з'явився 24 квітня, цього ж дня Менсон додав пісню до плеєра на своїй сторінці на MySpace. CD-сингл видали 25 травня у Німеччині та 28 травня у Великій Британії. Уривок відеокліпу тривалістю в 31 сек. з'явився на французькому сайті радіостанції Radio France 9 квітня 2007. 11 квітня трек прозвучав повністю о 20:05 за GMT на французькій радіостанції Le Mouv'. Трек потрапив до мережі, його завантажили на YouTube у вигляді відео, які пізніше видалили за скаргами Universal Music Group. 22 травня на Hot Topic вийшов ексклюзивний сингл, на якому був присутній один з бі-сайдів, раніше не представлених публіці. Днем пізніше, 23 травня, Мерілін Менсон і Тім Шьольд виконали акустичну версію композиції у прямому етері британської радіостанції BBC Radio 1.

## Передумови до написання пісні
Під час інтерв'ю BBC Radio 1 лідер гурту зазначив:
| Ліві лапки | Коли я написав «Heart-Shaped Glasses» це була одна з тих пісень, на яку я дійсно очікував негайної реакції з боку лейблу, щось на кшталт 'звичайно пісня буде синглом' і мені було ніяково, оскільки я вважав це очевидним. Пісня була написана просто, я читав книгу «Лоліта», що було навіяно моєю теперішньою дівчиною Еван Рейчел Вуд, яка набагато молодша за мене, але в неї вистачило сарказму підкреслити це, прийшовши одного разу до мене в окулярах-сердечках, точно таких, як на афіші фільму Кубрика «Лоліта», і я сказав їй те, що увійшло до приспіву пісні. Я сказав їй це і раптом усвідомив, що мені справді слід написати про це пісню, чого ніколи не траплялося за всю кар'єру, усе моє життя, щоб я так написав пісню. Це має бути частиною вашої особистості, яку ви можете відчувати захищеною або занадто прихованою, щоб розповісти про неї решті світу. | Праві лапки |

## Відеокліп
Офіційна прем'єра кліпу відбулась 8 травня 2007 на німецькому вебсайті sevenload. Відео містить вступ тривалістю 2:47 з участю Менсона та Еван Рейчел Вуд, які у кліпі пристрасно цілуються, імітують секс. На початку відео можна почути інструментал треку «Evidence» з альбому Eat Me, Drink Me. На 1:35 фронтмен та Вуд їдуть по шосе у темряві, Еван просить його збільшити швидкість, на що той відповідає «[Я] їду так швидко як тільки можу». Менсон забирає руки від керма, щоб зробити кілька світлин Вуд, яка кладе свою ногу на кермо та тримає ніж біля роту, маючи на собі при цьому окуляри-сердечка. Вступ закінчується ще одним поцілунком пари. Далі дія відбувається у клубі.
На сцені, перед великим натовпом, Менсон починає співати, у той час як Вуд пильно дивиться на нього, ймовірно мастурбуючи, стоячи в юрбі (досі маючи на собі окуляри-сердечка), численні фотографії починають падати на глядачів. Кліп також містить кадри, на яких фронтмен та Еван лежать на ліжку, промоклі чимось схожим на кров. Наприкінці відео капот спалахує полум'ям, пара цілується знову. Менсон говорить «Together as one…» (у пер. з укр. Удвох, як один...), а Вуд продовжує «Against all others» (у пер. з укр. Проти всіх), після чого вони падають у машині з кручі й розбиваються.
Режисер відео: Мерілін Менсон. При зйомці використаkb 3-D систему, розроблену Джеймсом Камероном.
Певний час ходили чутки, що секс між фронтменом та Вуд, зображений у кліпі, був справжнім. Під час інтерв'ю Менсон ухилявся від відповіді щодо правдивості цієї інформації. Натомість Еван Рейчел Вуд спростувала чутки.

## Список пісень
CD-сингл
1. «Heart-Shaped Glasses (When the Heart Guides the Hand)» — 5:07
2. «Putting Holes in Happiness» (Acoustic Version) — 4:10
3. «Heart-Shaped Glasses (When the Heart Guides the Hand») (Penetrate the Canvas Remix) — 4:50
4. «Heart-Shaped Glasses (When the Heart Guides the Hand)» (Video) — 7:26

Британський CD-сингл
1. «Heart-Shaped Glasses (When the Heart Guides the Hand)» — 5:08
2. «Putting Holes in Happiness» (Acoustic Version) — 4:10

Британський 7" вінил та CD-Extra сингли
1. «Heart-Shaped Glasses (When the Heart Guides the Hand)» — 5:08
2. «Heart-Shaped Glasses (When the Heart Guides the Hand)» (Penetrate the Canvas Remix) — 4:48

- Версія на CD-Extra за допомогою сайту https://web.archive.org/web/20180806234922/http://marilynmansonvault.com/ використовує сервіс «DigitalInsert» для надання додаткового контенту, що включає скрінсейвер, ринґтон до синглу, відредаговану версію кліпу, а також дві старі пісні «The Dope Show» та «Disposable Teens» у форматі MP3.

Промо-сингл
1. «Heart-Shaped Glasses (When the Heart Guides the Hand)» (Radio Edit) — 3:32
2. «Heart-Shaped Glasses (When the Heart Guides the Hand)» (Album Version) — 5:06

Ексклюзивний CD-сингл для Hot Topic
1. «Heart-Shaped Glasses (When the Heart Guides the Hand)» — 5:06
2. «You and Me and the Devil Makes 3» — 4:24

## Офіційні ремікси
1. «Heart-Shaped Glasses (When the Heart Guides the Hand)» (Hamel Remix)
2. «Heart-Shaped Glasses (When the Heart Guides the Hand)» (Inhuman Remix by Jade E Puget)
3. «Heart-Shaped Glasses (When the Heart Guides the Hand)» (Penetrate the Canvas Remix)
4. «Heart-Shaped Glasses (When the Heart Guides the Hand)» (Space Cowboy Remix)

## Чартові позиції
| Чарт (2007)               | Найвища позиція |
| ------------------------- | --------------- |
| Австрія                   | 41              |
| Велика Британія           | 19              |
| UK Physical Chart         | 3               |
| UK Rock Singles Chart     | 1               |
| Данія                     | 13              |
| Європа                    | 50              |
| Ірландія                  | 46              |
| Італія                    | 29              |
| Німеччина                 | 49              |
| US Hot Dance Club Play    | 34              |
| US Mainstream Rock Tracks | 31              |
| US Modern Rock Tracks     | 24              |
| Швеція                    | 18              |